# Clergues Regulars Menors
Els Clergues Regulars Menors (en llatí Ordo Clericorum Regularium Minorium) són un institut religiós masculí de dret pontifici fundat en 1563 com a orde de clergues regulars, en la línia dels altres que es venien fundant durant la Contrareforma per difondre les posicions doctrinals, espirituals i de disciplina de la Santa Seu. L'objectiu és santificar-ne la vida dels membres imitant en llurs vides el misteri pasqual de Crist.
Els seus membres són coneguts també com a Caracciolins o Pares d'Adorno i fan servir les sigles C.R.M.

## Història
Van ser fundats per Sant Francesc Caracciolo (de la família dels prínceps de San Buono), el venerable Giovanni Agostino Adorno (de la família noble genovesa) i Fabrizio Caracciolo (de la família dels prínceps de Marsico Vetere) en 1588 a Villa Santa Maria, on havia nascut el sant.
Llur regla, redactada pels fundadors al monestir de la Camàldula, preveu quatre vots: a més dels tres comuns a tots els religiosos (pobresa, obediencia i castedat), també havien de comprometre's a no acceptar cap dignitat eclesiàstica, ni tan sols al si de l'orde. Llur espiritualitat se centra en el culte diví i la devoció eucarística: almenys una hora al dia ha de dedicar-se a l'adoració al Santíssim Sagramento i a complir penitències extraordiàries de manera rotatòria: els membres de la comunitat es van tornant de manera que sempre n'hi ha un adorant el Sagrament i fent penitència. També establiren eremitoris per qui volgués dedicar un temps a la vida contemplativa.
L'orde va ser aprovat per Sixt V l'1 de juliol de 1588 amb el breu apostòlic Sacrae religionis. L'any següent, el 9 d'abril, van professar en l'orde Adorno i Francesc Caracciolo. Poc després, van marxar a Espanya, on van intentar establir-hi una casa, sense èxit. Va ser confirmat per Gregori XIV el 18 de febrer de 1591 i reconfirmat per Climent VIII l'1 de juny de 1592. El text de les constitucions, presentat per Fabrizio Caracciolo, va ser aprovat per Pau V el 8 d'octubre de 1612.
En un primer moment, es van estendre principalment per Itàlia i Espanya, on el mateix Francesc Caracciolo, que havia estat nomenat primer general de l'orde, va fundar les cases de Madrid (1599), Valladolid i Alcalá de Henares (1601), i on l'orde va ser protegit per Felip II i Felip III. A Barcelona, hi hagué la casa de l'Esperit Sant, d'ençà el segle xvii, a l'Esplanada (a l'actual Ciutadella); en ésser enderrocada, va passar al convent de Sant Sebastià, vora la Llotja.
En acabar el segle xviii, l'orde comptava amb cinc províncies (tres a Itàlia i dues a Espanya) i prop de 50 comunitats amb 700 to 800 religiosos. Aquests feien tasques pastorals i ensenyaven a escoles i universitats. Durant el segle xix, però, l'orde va decaure: les revolucions, desamortitzacions i secularitzacions van afectar la vida de l'orde en gran manera, van desaparèixer-ne moltes cases i en començar el segle xx, l'orde en tenia molt poques, i pocs membres, estant a punt de desapareíxer. Amb l'ajut d'alguns papes, especialment Benet XV, l'orde va reprendre l'expansió. En 1930 s'estableixen als Estats Units.

## Activitat i difusió
Els pares de Caracciolo es dediquen a l'apostolat sacerdotal en les seves diverses formes i, especialment, a la predicació, les missions, l'educació dels joves, l'assistència als presoners i la cura dels malalts.
Actualment, són presents a: la Congo, Filipines, Alemanya, Índia, Itàlia, Kenya i Estats Units d'Amèrica. En 2005, l'institut tenia 15 cases i 86 religiosos, 44 dels quals són sacerdots.
La casa general és a Roma, prop de l'església dels Sants Àngels Custodis.